# A Fidzsi-szigetek az 1976. évi nyári olimpiai játékokon
A Fidzsi-szigetek a kanadai Montréalban megrendezett 1976. évi nyári olimpiai játékok egyik részt vevő nemzete volt. Az országot az olimpián 1 sportágban 2 sportoló képviselte, akik érmet nem szereztek.

## Atlétika
Férfi
| Versenyző  | Versenyszám | Előfutam | Előfutam | Előfutam | Negyeddöntő | Negyeddöntő | Negyeddöntő | Elődöntő | Elődöntő | Elődöntő | Döntő   | Döntő    |
| Versenyző  | Versenyszám | Idő      | Hely.    | Össz.    | Idő         | Hely.       | Össz.       | Idő      | Hely.    | Össz.    | Idő     | Helyezés |
| ---------- | ----------- | -------- | -------- | -------- | ----------- | ----------- | ----------- | -------- | -------- | -------- | ------- | -------- |
| Tony Moore | 100 m       | 11,16    | 7.       | 57.      | kiesett     | kiesett     | kiesett     | kiesett  | kiesett  | kiesett  | kiesett | kiesett  |
| Tony Moore | 200 m       | 21,82    | 4.       | 28.      | 21,75       | 7.          | 27.         | kiesett  | kiesett  | kiesett  | kiesett | kiesett  |

| Versenyző  | Versenyszám | Selejtező | Selejtező | Döntő    | Döntő    |
| Versenyző  | Versenyszám | Eredmény  | Helyezés  | Eredmény | Helyezés |
| ---------- | ----------- | --------- | --------- | -------- | -------- |
| Tony Moore | Távolugrás  | 681 cm    | 31.       | kiesett  | kiesett  |

Női
| Versenyző                     | Versenyszám | Előfutam         | Előfutam         | Előfutam         | Elődöntő | Elődöntő | Elődöntő | Döntő   | Döntő    |
| Versenyző                     | Versenyszám | Idő              | Hely.            | Össz.            | Idő      | Hely.    | Össz.    | Idő     | Helyezés |
| ----------------------------- | ----------- | ---------------- | ---------------- | ---------------- | -------- | -------- | -------- | ------- | -------- |
| Miriama Tuisorisori-Chambault | 100 m gát   | nem állt rajthoz | nem állt rajthoz | nem állt rajthoz | kiesett  | kiesett  | kiesett  | kiesett | kiesett  |

| Versenyző                     | Versenyszám | Selejtező | Selejtező | Döntő    | Döntő    |
| Versenyző                     | Versenyszám | Eredmény  | Helyezés  | Eredmény | Helyezés |
| ----------------------------- | ----------- | --------- | --------- | -------- | -------- |
| Miriama Tuisorisori-Chambault | Távolugrás  | 579 cm    | 27.       | kiesett  | kiesett  |

| Versenyző                     | Versenyszám | 100 m gát | 100 m gát | Súlylökés | Súlylökés | Magasugrás | Magasugrás | Távolugrás | Távolugrás | 200 m | 200 m | Végeredmény | Végeredmény |
| Versenyző                     | Versenyszám | Idő       | Pont      | Eredmény  | Pont      | Eredmény   | Pont       | Eredmény   | Pont       | Idő   | Pont  | Pont        | Helyezés    |
| ----------------------------- | ----------- | --------- | --------- | --------- | --------- | ---------- | ---------- | ---------- | ---------- | ----- | ----- | ----------- | ----------- |
| Miriama Tuisorisori-Chambault | Ötpróba     | 14,78     | 773       | 9,38 m    | 546       | 155 cm     | 781        | 584 cm     | 871        | 24,89 | 856   | 3827        | 18.         |